# Joachim Justus Breithaupt
Joachim Justus Breithaupt (Northeim, 1658 – Bergen, 1732) è stato un teologo tedesco.
Pietista, dal 1709 fu abate del chiostro di Bergen. Subì l'influsso di Philipp Jacob Spener e si pose contro Cristiano Tomasio.

## Bibliographia
- Werner Raupp: Breithaupt, Joachim Justus. In: The Dictionary of Eighteenth-Century German Philosophers. General Editors Heiner F. Klemme, Manfred Kuehn, Bd. 1, London/New York 2010, S. 145–146.